# 5084 Gnedin
Az 5084 Gnedin (ideiglenes jelöléssel 1977 FN1) a Naprendszer kisbolygóövében található aszteroida. Nyikolaj Sztyepanovics Csernih fedezte fel 1977. március 26-án.